# Panamaspoorweg

Logo

De Panamaspoorweg, beter bekend onder de Engelse naam Panama Railroad of de huidige bedrijfsnaam Panama Canal Railway (reporting mark: PCR), is een spoorlijn tussen de Atlantische Oceaan en de Stille Oceaan over de landengte van Panama.  De route heeft een lengte van 76,5 kilometer (47,6 mijl) van Colón naar Panama-Stad (via het Gatúnmeer, Bujio, Barbacoas, Matachin en Summit). De aanleg van de spoorlijn is gestart in 1850 en in januari 1855 was de lijn voltooid.
Tot 1979 was de spoorlijn in Amerikaanse handen, nadien was de Panamese overheid de enige aandeelhouder. In 1998 werd de spoorlijn gemeenschappelijk eigendom van de Kansas City Southern Railway Company en Mi-Jack Products. In april 2025 werd bekend dat APM Terminals, een dochteronderneming van Maersk die nieuwe eigenaar wordt.
De spoorlijn heeft een belangrijke rol gespeeld bij de aanleg van het Panamakanaal. Het Panamakanaal is een halve eeuw later gegraven, parallel aan de spoorlijn.

## Geschiedenis

### Aanzet

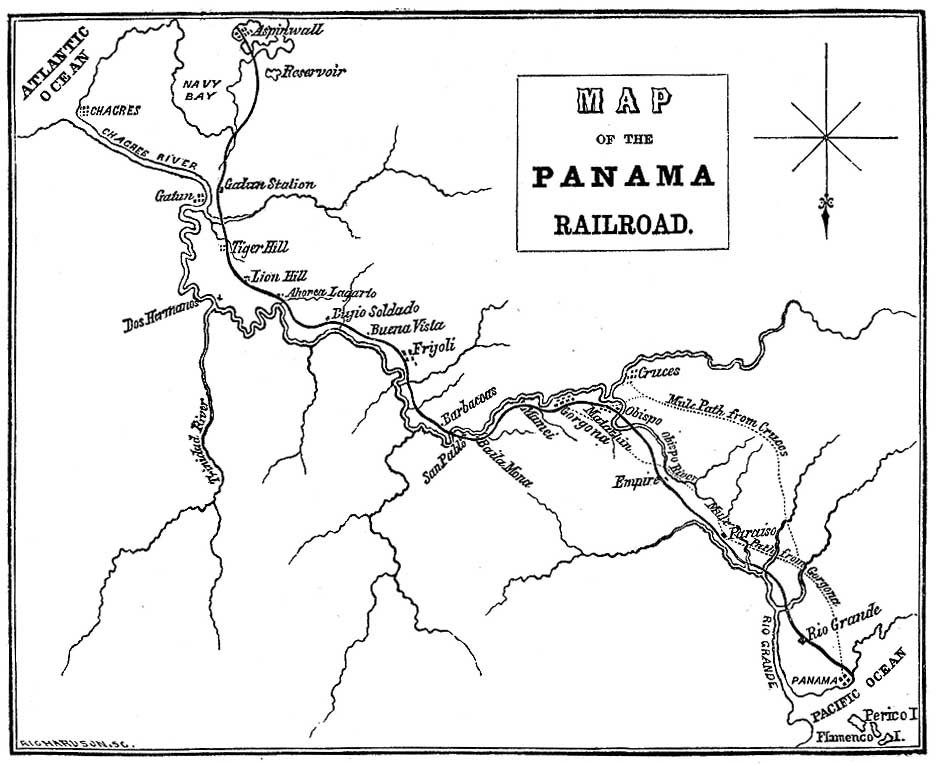
Oude kaart van de Panamaspoorweg (The Cooper Collections)

Routekaart van spoorweg

Sinds de Spaanse kolonisatie van Zuid-Amerika was al sprake van druk verkeer door de Panamese oerwouden. Zilver en andere edelmetalen werden vanuit Peru aangevoerd naar Panama-Stad en per karavaan over land vervoerd naar Portobelo aan de Atlantische kust. Over de Camino Real werden ook goederen vervoerd van Europa naar de Spaanse koloniën. De opkomst van de spoorwegen leidde snel tot plannen voor een spoorlijn waarmee het vervoer van goederen en personen sneller en goedkoper zou worden.
In 1821 werd Panama onafhankelijk van Spanje. De landengte werd echter geen onafhankelijke staat maar sloot zich aan bij het Gran Colombia van Bolívar (bestaande uit de tegenwoordige landen Venezuela, Ecuador, Panama en Colombia). De president liet een onderzoek doen naar de mogelijkheden van een kanaal van Portobelo naar Panama-Stad. De resultaten waren positief, maar door een burgeroorlog waarin Venezuela en Ecuador zich afscheidden van Groot-Colombia gebeurde er uiteindelijk niets.
In 1836, liet President Andrew Jackson van de Verenigde Staten eenzelfde onderzoek doen. Charles Biddle werd naar Panama gestuurd voor onderzoek. Biddle raakte zo overtuigd van de mogelijkheden dat hij direct naar Bogota doorreisde en een concessie uitonderhandelde met de regering aldaar. President Jackson was niet erg gelukkig met dit eigenzinnig optreden en ontsloeg Biddle. Dat Biddle de concessie op zijn eigen naam had laten stellen, heeft hem hierbij zeker niet geholpen. Door de economische crisis van 1837, mede veroorzaakt door overinvesteringen in de Amerikaanse infrastructuur, hebben deze plannen ook niet tot resultaten geleid. Eenzelfde lot viel een Frans onderzoek ten deel; in 1838 werd het project slachtoffer van technische en financiële problemen.
In de jaren 1846-1848 was Amerika in oorlog gekomen met Mexico. Het Mexicaanse leger werd verslagen en de hoofdstad bezet. Mexico verloor als gevolg van de oorlog bijna de helft van zijn grondgebied. De huidige staten Arizona, Utah, New Mexico, Nevada, Colorado en Californië vielen toe aan de Verenigde Staten. Door deze enorme gebiedsuitbreiding kreeg de Amerikaanse regering weer belangstelling voor een snellere, veiligere en betrouwbare verbinding tussen beide oceanen. Het Congres besloot in 1847, een jaar voor de grote goudvondsten in Californië, om subsidies te verstrekken aan twee rederijen voor het vervoer van passagiers en post. Een rederij, van George Law, werd verantwoordelijk voor het vervoer van de havens aan de Atlantische Oceaan naar Panama en een andere rederij, de Pacific Mail Steamship Company van William Henry Aspinwall, voor het vervoer tussen Panama en de havens aan de Amerikaanse westkust.
Aangekomen in Panama, meestal aan de monding van de Chagres, was er geen enkele vorm van georganiseerd vervoer. De reiziger was aangewezen op kleine bootjes om over de Chagres te reizen naar een punt in het binnenland. Vandaar ging de reis verder op ezels of te voet. Deze reis duurde tussen de vier en acht dagen, afhankelijk van het weer, en was onveilig. Aspinwall kwam dan ook met een plan een spoorlijn aan te leggen. Met twee partners, John Stephens en Henry Chauncey, richtte hij de Panama Railroad Company (PRC) op. John Stephens werd de eerste directeur van de PRC en was de stuwende kracht achter de spoorlijn tot zijn dood in 1852.
Met de regering van Groot Colombia werd succesvol onderhandeld over een concessie om een spoorlijn te mogen bouwen. De voorwaarden waren gunstig; de maatschappij kreeg veel land gratis, en was vrij om de tarieven vast te stellen. De concessie had een looptijd van 49 jaar, maar de regering van Groot-Colombia had wel het recht de spoorlijn na 20, 30 of 40 jaar te kopen. Ten slotte kreeg de regering een financiële vergoeding gelijk aan drie procent van het dividend dat door de spoorwegmaatschappij zou worden uitgekeerd. Met de concessie in de hand, werd een miljoen dollar startkapitaal opgehaald en kon het werk beginnen.

### Bouw van de spoorweg

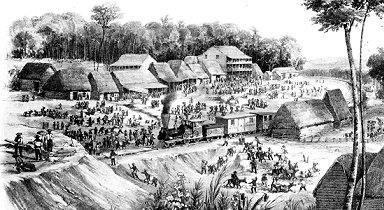
Bij station Culebra, 1854

In mei 1850 gingen de werkzaamheden aan de Caraïbische kust van Panama van start. Oorspronkelijk wilde men starten bij Portobelo, maar men kon niet tot overeenstemming komen met de lokale landeigenaren. Een paar kilometer ten zuidwesten van Portobelo, aan de Baai van Limón of Navy Bay, werd een nieuwe stad gesticht, Aspinwall, vanwaar de spoorlijn zou beginnen. Dat is de stad die kort daarna Colón werd genoemd.
De problemen bij de aanleg waren groot; al het materieel, bouwmateriaal en personeel moest van buiten Panama worden aangevoerd. Het terrein bestond uit moerassen of ondoordringbaar oerwoud. Een belangrijk gedeelte van het traject lag langs de Chagres, een onstuimige rivier die na flinke regenbui buiten de oevers trad en de werkzaamheden wegspoelde. Het klimaat was onplezierig; bijzonder heet, hoge luchtvochtigheid en in het regenseizoen viel ruim drie meter neerslag. Ongedierte, waaronder de muskieten, zorgden voor veel overlast en zieken. Het was zwaar werk, alles gebeurde met de hand en het vervoer ging per paard en wagen of handkar. De locomotieven waren de enige machines die beschikbaar waren. Cholera, gele koorts en malaria zorgden voor vele zieken en vele werknemers verloren het leven.
Het startkapitaal raakte snel op, maar in november 1852 kwamen twee grote stoomschepen de baai van Limón binnenvaren om te schuilen tegen een zware storm. De ongeveer 1000 passagiers wilden bij Aspinwall van boord om zo snel mogelijk naar de andere kant van Panama te reizen. De terminal en het spoor naar Gatún aan de Chagres, een afstand van 11 kilometer, was reeds klaar en de passagiers reisden het eerste stuk van de reis op goederenwagons naar Gatún. De opbrengsten waren groot en de spoorwegmaatschappij bestelde personenwagens om een dienstregeling te starten, ook al moest nog 65 kilometer van de lijn worden aangelegd. Eind 1853 lag 37 kilometer spoor en een jaar later 51 kilometer. Nog voor het spoor helemaal klaar was, werden al significante inkomsten gerealiseerd.
De spoorlijn bereikte bij Culebra het hoogste punt, op circa 84 meter boven zeeniveau. Hier kwamen ook beide spoorlijnen bij elkaar in januari 1855. Vanuit Aspinwall, later hernoemd Colón, was 60 kilometer spoor aangelegd. Een tweede team was vanuit Panama-Stad gestart. Al hun materieel was via Kaap Hoorn aangevoerd en het tweede team legde in totaal 18 kilometer spoor. Beide teams kwamen bij elkaar bij Culebra en op 27 januari 1855 werd de laatste nagel geslagen en was het spoor compleet. De volgende dag reed de eerste trein de volledige route van oceaan naar oceaan.

#### Mensenlevens
Tijdens de aanleg is niet bijgehouden hoeveel van de werknemers zijn omgekomen. Er zijn schattingen van 5000 tot 10.000 bekend. Cholera, malaria en gele koorts eisten een zware tol. Zelfmoord kwam ook veel voor, maar het gebeurde ook dat werknemers vertrokken zonder de maatschappij daarover in te lichten. De werknemers kwamen uit alle windstreken van de wereld, zoals Verenigde Staten, Ierland, Colombia, China en de Caraïben.

#### Financiering
Het hele project, inclusief terminals aan beide zijden van de landengte, had 8 miljoen dollar gekost.
Zelfs toen de spoorweg nog niet volledig af was, werden al vracht en veel passagiers vervoerd. De rest van de reis werd gedaan op de traditionele manier per boot, ezel of te voet. De passagiers betaalden 50 dollarcent per mijl over het spoor. Vanaf 1855 was de lijn compleet en werd een treinkaartje 25 dollar, een zeer hoge prijs. In 1860 was de bijdrage van passagiers en vracht aan de omzet van Panama Railroad Company (PRC) nagenoeg gelijk.
In de figuur hieronder staat een financieel overzicht van de spoorwegmaatschappij van 1852 tot en met 1861.
| Omschrijving (in US$ 1000) | 1852 | 1853 | 1854 | 1855 | 1856 | 1857 | 1858 | 1859 | 1860 | 1861 |
| -------------------------- | ---- | ---- | ---- | ---- | ---- | ---- | ---- | ---- | ---- | ---- |
| Omzet                      | 250  | 322  | 454  | 1099 | 1361 | 1306 | 1506 | 1925 | 1551 | 1540 |
| Kosten (inclusief rente)   | 74   | 114  | 267  | 493  | 530  | 649  | 659  | 796  | 703  | 612  |
| Winst                      | 176  | 208  | 187  | 606  | 831  | 656  | 847  | 1129 | 848  | 928  |
| Dividend aandeelhouders    | 147  | 205  | 200  | 497  | 568  | 577  | 593  | 596  | 597  | 597  |
| Dividend Groot Colombia    | 4    | 6    | 6    | 15   | 17   | 17   | 17   | 18   | 18   | 18   |

De stroom passagiers die de goudvondst in Californië veroorzaakte, was niet de belangrijkste bron van inkomsten. Wel heeft dit zeker in de beginperiode de spoorwegmaatschappij financieel geholpen. Centraal en Zuid-Amerika telden toen circa 7 miljoen inwoners; veel meer dan de naar schatting 0,5 miljoen in Californië. Europa was een belangrijke partij in de wereldhandel en vertegenwoordigde veruit het merendeel van de lading over de spoorlijn en van de inkomsten van de maatschappij. De PRC organiseerde zelf ook een bootdienst tussen Panama-Stad en Guatemala om markten te ontsluiten en vracht voor de spoorlijn aan te trekken. Koffie, cacao, ertsen, huiden, tabak, hout, ijzer en rubber zijn enkele voorbeelden van producten die vervoerd werden.
Na 1869 nam het vervoer van passagiers af. De eerste transcontinentale spoorlijn in de Verenigde Staten kwam toen gereed. Dit maakte een omreis via Panama overbodig. Ondanks de daling van het personenvervoer bleef de PRC winstgevend dankzij veel vracht die over de lijn werd getransporteerd.

### Na de oplevering

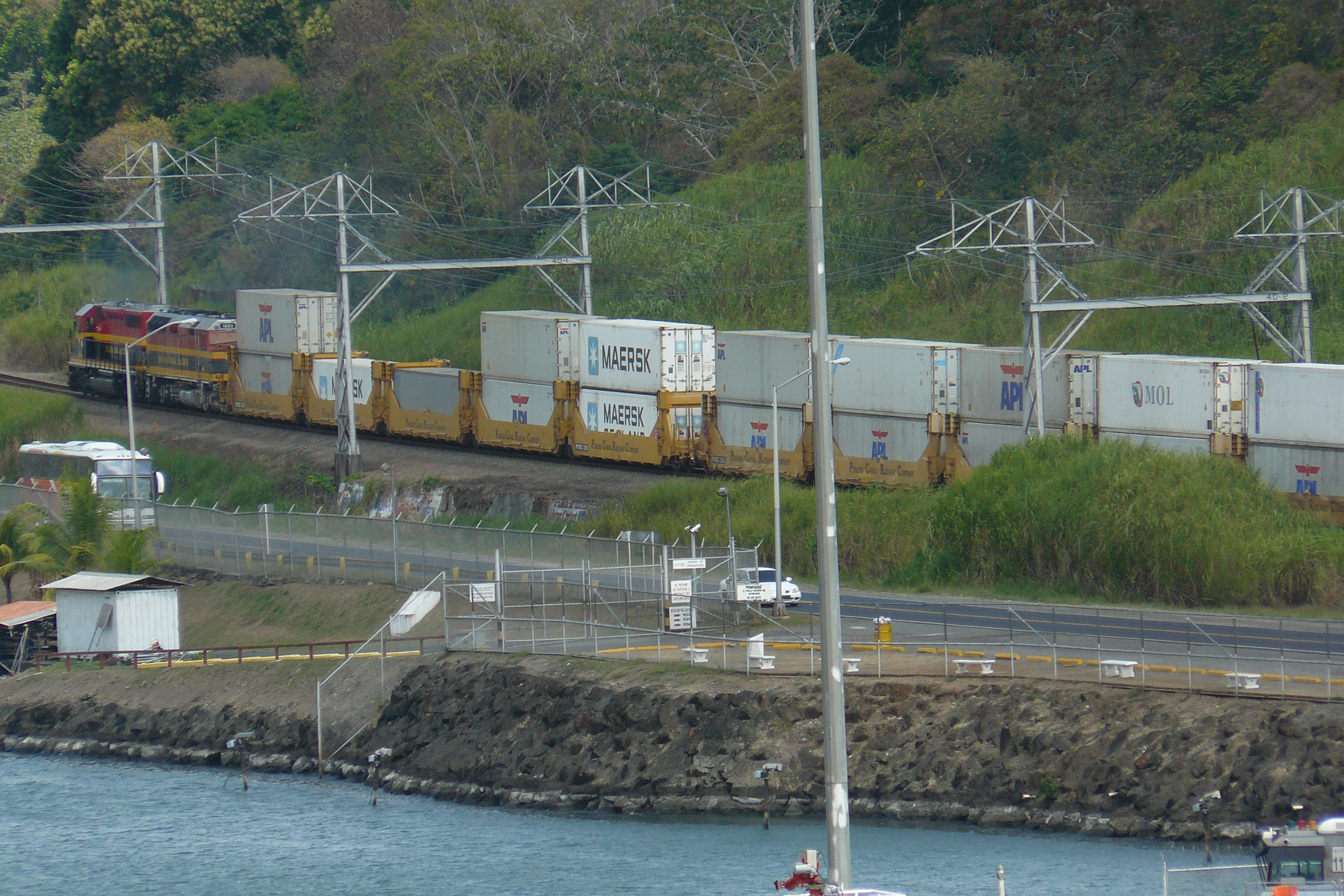
Containertrein van de PCRC bij het Mirafloresmeer

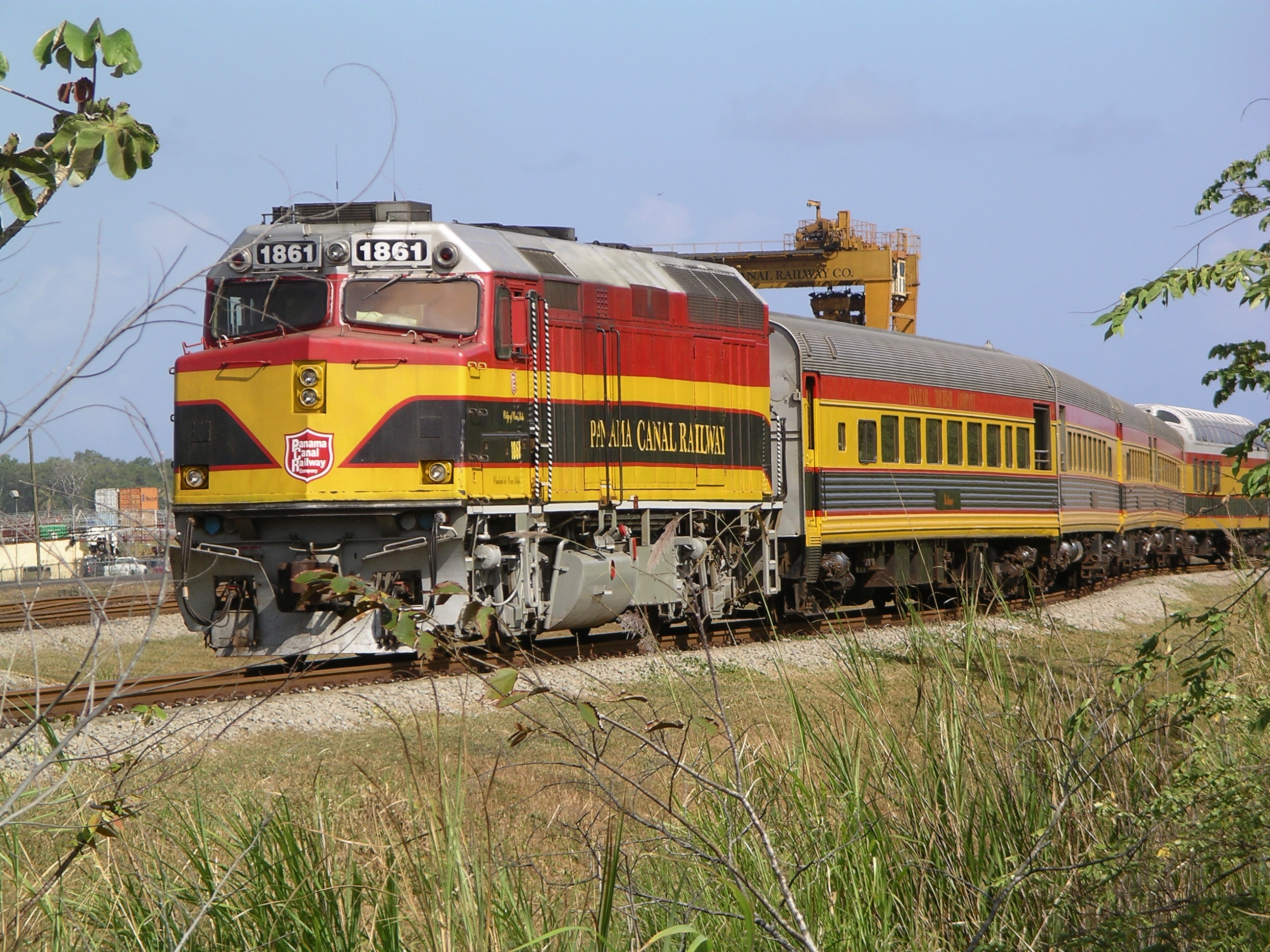
Locomotief met passagierstrein in Colón

In 1881 werd het spoor overgenomen door het Franse Compagnie Universelle du Canal Interocéanique. De lijn werd essentieel geacht voor de aanleg van het Panamakanaal en het Franse bedrijf betaalde 18 miljoen dollar voor de PRC.
In 1904, ging het spoor - voor circa 7 miljoen dollar - over naar de Amerikaanse regering, die de bouw van het kanaal had overgenomen. De spoorwegmaatschappij had toen de beschikking over 120 kilometer (75 mijl) spoor en veel materieel, waaronder 35 locomotieven, 30 personen- en 900 goederenwagens, waarvan het merendeel verouderd was. De Amerikanen begonnen met een flinke modernisering van de spoorweg. De rails en bruggen werden vervangen zodat zwaarder materieel over het spoor mogelijk was, er werd dubbelspoor aangelegd en de communicatie langs de lijn werd aangepakt. De spoorlijn heeft daardoor een essentiële rol gespeeld bij de aanleg van het Panamakanaal. Alle afgegraven grond is met treinen afgevoerd naar stortplaatsen aan de kust en in de oerwouden van Panama.
Grote delen van de spoorlijn zijn tijdens de bouw van het kanaal verlegd. Het besluit in 1906 om het kanaal niet op zeeniveau aan te leggen, betekende ook de aanleg van het Gatúnmeer. Door het meer, met een oppervlakte van ruim 420 km² kwamen oerwoud, dorpen en de spoorlijn onder water te liggen. De spoorlijn tussen Gatún en Matachín (nabij het huidige Gamboa) moest herbouwd worden op hoger gelegen grond aan de oostelijke rand van het nieuwe Gatúnmeer.

## Situatie na 1979

### Panamese overheid
Het beheer van de spoorlijn bleef tot 1979 in Amerikaanse handen en werd in dat jaar overgedragen aan de Panamese overheid.

### Kansas City Southern
Op 19 juni 1998 ging de Panama Canal Railway Company (PCRC) over naar een joint venture van de Kansas City Southern, een Amerikaanse spoorwegmaatschappij, en Mi-Jack Products. Zij kregen voor een periode van 25 jaar de concessie, bij het einde van de looptijd automatisch te verlengen met nog eens 25 jaar. In 2000 en 2001 werd de capaciteit vergroot en de lijn gemoderniseerd. De lijn is enkel spoor, op diverse plaatsen ligt dubbel spoor zodat treinen elkaar kunnen passeren. Het vrachtvervoer bestaat nu voornamelijk uit containers, maar er is ook nog een passagiersdienst.

### Mearsk
Op 3 april 2025 hebben de bestaande eigenaren van de PCRC bekend gemaakt dat zij hun aandelen gaan verkopen aan APM Terminals, een dochteronderneming van Maersk. In 2024, behaalde de spoorwegmaatschappij een omzet van US$ 77 miljoen en een EBITDA van US$ 36 miljoen. De overnamesom is niet bekend gemaakt. 

## Naslagwerk
- (en)  Otis, F.N. Illustrated History of the Panama Railroad, Uitgeverij: Harper Brothers, New York (1862)